# 松山弘平
松山 弘平（まつやま こうへい、1990年3月1日 - ）は、中央競馬・栗東トレーニングセンターに所属する騎手。

## 来歴
兵庫県神戸市出身。小学4年生の頃に競馬好きだった父と祖父に地元の阪神競馬場に連れて行ってもらったのがきっかけで競馬に興味を持つようになる。阪神競馬場内にある乗馬センターで乗馬を学び、2006年4月にJRA競馬学校騎手課程第25期生として入学。
2009年2月に競馬学校を卒業し騎手免許を取得する。同期には小野寺祐太、国分恭介、国分優作、丸山元気がいる。卒業供覧模擬レースではグランプリペガサスに騎乗し勝利した。目標とする騎手は福永祐一と池添謙一。奇しくも、所属先となった厩舎は池添謙一の父・兼雄の厩舎であった。
2009年3月1日、小倉競馬場第1レースで5番人気トミケンプライマリに騎乗し、19歳の誕生日に初騎乗・初勝利を挙げた。初騎乗・初勝利は内田博幸以来44人目で、競馬学校卒業生では藤岡康太以来8人目。また、第9レースではニューロザリオで2勝目を挙げた。デビュー日の2勝は福永祐一以来13年ぶり史上2人目。同年8月2日、小倉記念でアンノルーチェに騎乗したのが重賞初騎乗だった（10着）。8月23日にはマストビートゥルーに騎乗してオープン特別競走の小倉日経オープンに勝利。特別競走初勝利を果たした。同年は計36勝を挙げ、JRA賞最多勝利新人騎手と中央競馬関西放送記者クラブ賞を受賞した。
2010年7月18日にシンガポール、クランジ競馬場で実施された国際見習騎手招待シリーズ・アジアヤングガンズチャレンジ2010に中央競馬代表として、名古屋競馬所属の阪野学とともに出場のため遠征。7月16日第8競走Claas4一般戦で高岡秀行厩舎所属のメイクアリターンに騎乗し、日本国外の競馬で初騎乗（12頭立て7着）。アジアヤングガンズチャレンジでは全3戦で9着、7着、5着で10人中総合9位だった。同年8月11日、園田競馬場で条件クラスの交流競走に騎乗するとともに、「修行のため」として岩田康誠を介して当日の平場競走3鞍に騎乗した。関東では松岡正海らJRAの若手騎手が南関東で何度もエキストラ騎乗をしているが、園田競馬場では元兵庫県競馬所属の小牧、岩田、赤木をのぞくと初めて。
2011年1月17日高知競馬場で行われた第25回全日本新人王争覇戦に出場し、第1戦で6着、第2戦で2着となり総合3位（10人中）。
2012年3月4日、改装された中京競馬場での最初の重賞となった第48回中日新聞杯をスマートギアで勝利し、重賞初制覇となった。また、同年にはデビュー年から乗り続けていたドリームバレンチノで函館スプリントステークスを制し、さらに同馬に騎乗したスプリンターズステークスで3着に入った。
最終的に、2012年はデビューからの3年間の勝利数に迫る74勝を挙げ、関西リーディング7位（全国リーディング13位）に入り第6回中央競馬騎手年間ホープ賞に選出されるなど、松山にとって躍進の年となった。
2015年、JBCスプリントをコーリンベリーで制し、GI (JpnI)初勝利。
2017年4月16日、皐月賞を単勝9番人気のアルアインで制し、38回目の挑戦にして念願の中央GI初勝利を飾る。平成生まれ初のGIジョッキーとなった。
2020年4月12日、第80回桜花賞では単勝2番人気デアリングタクトに騎乗し、レースは雨中のぬかるんだ重たい馬場にもかかわらず直線大外一気の末脚で逃げるレシステンシアを捕らえて1着、自身2つ目のGI勝利を挙げた。
続く2冠目の第81回優駿牝馬では単勝1.6倍の1番人気に推され、直線進路がことごとく塞がれるといった厳しい流れを一瞬の末脚で差し切り1着、牝馬クラシック二冠を制した。10月18日、三冠目の第25回秋華賞は単勝1.4倍の1番人気に推され、道中中団待機から直線向いて外に持ち出しあっさり抜け出す競馬でJRA史上初となる無敗での牝馬三冠制覇を成し遂げた。また、この秋華賞勝利で99勝目を挙げた次の第12レースでも勝利し、三冠達成の直後に自身初となるJRA年間100勝を達成した。
2021年3月21日、中京競馬場で11鞍に騎乗して6勝を挙げ、前日20日の阪神競馬場での5勝を合わせて、土日開催で11勝を挙げた。この記録は武豊が2005年9月24・25日にマークした12勝（7勝・5勝）に次ぐ土日開催での勝利数単独2位であった。同年年9月19日、中京競馬場第6Rでギブミーラブに騎乗してJRA通算10000回騎乗を達成した。デビューから「12年6ヶ月19日」、年齢は「31歳6ヶ月19日」での達成となり、ともに三浦皇成の記録を更新して史上最速および最年少となった。
2022年11月26日、阪神8Rで、ヨーデルに騎乗し、史上41人目・現役27人目のJRA通算11000回騎乗を達成した。デビューから「13年8ヶ月26日」、年齢は「32歳8ヶ月26日」での11000回騎乗達成となり、これは幸英明騎手の「16年2ヶ月18日」、「34歳4ヵ月11日」を更新する史上最速および最年少でのJRA通算11000回騎乗となった。同年12月4日、中京競馬場第9Rでコレペティトールで制して中央競馬史上41人目、現役22人目となるJRA通算1000勝を達成した。
2023年、9月10日にサマージョッキーシリーズ全日程が終了し通算31ポイントで初のシリーズ優勝。11月3日、大井競馬場で行われた第13回JBCレディスクラシック・交流G1でアイコンテーラーに武豊の負傷による代打騎乗し、1番人気に応えて勝利。これによりJBCのG1を3競走完全制覇した。2023年はJRA113勝を挙げ厩舎関係者表彰で、自身初となる優秀騎手賞＆フェアプレー賞を受賞。JRA賞でもMVJを受賞した。
2024年1月7日、京都2Rでファストフライトに騎乗し、史上35人目、現役20人目のJRA通算1万2000回騎乗を達成した。デビューから「14年10ヶ月7日」、年齢「33歳10ヶ月7日」での達成は、北村宏司の「15年11ヶ月10日」「34歳6ヶ月23日」をともに更新する史上最速および最年少での到達となった。同年9月8日、サマージョッキーシリーズを合計36ポイント獲得しての優勝は、2007年に同シリーズが始まって、初の連覇達成となった。同日の中京12Rをストレングスで勝ち、史上31人目、現役15人目となるJRA通算1200勝を1万2548戦目で達成した。
2025年3月22日、阪神6Rでフルレゾンに騎乗し、史上28人目、現役16人目となるJRA通算1万3000回騎乗を達成した。デビューから「16年22日」、年齢「35歳22日」での達成は福永祐一の「17年8か月30日」と幸英明の「36歳4か月23日」の記録をそれぞれ更新する史上最速および最年少記録となった。同年5月11日、NHKマイルカップにて単勝人気9番人気のパンジャタワーに騎乗し1着となり、4年ぶりのJRA・G1勝利と重賞通算50勝目を飾った。同年7月12日、小倉10Rでルフトクスに騎乗し1着となり、史上31人目、現役15人目のJRA通算1300勝を1万3260戦目で達成した。

## 主な騎乗馬

### GI級競走優勝馬
太字はGI・JpnI競走
- コーリンベリー（2015年JBCスプリント、かきつばた記念、2016年東京スプリント）[47]
- アルアイン（2017年毎日杯、皐月賞）
- デアリングタクト（2020年桜花賞、優駿牝馬、秋華賞）
- テーオーケインズ（2021年帝王賞、チャンピオンズカップ、2022年平安ステークス、JBCクラシック）[48]
- アイコンテーラー（2023年JBCレディスクラシック）[49]
- パンジャタワー （2025年NHKマイルカップ、2024年京王杯2歳ステークス）

### グレード制重賞優勝馬
- スマートギア（2012年中日新聞杯）
- ドリームバレンチノ（2012年函館スプリントステークス、2013年シルクロードステークス）
- クルーガー（2016年マイラーズカップ）
- ミッキーアイル（2016年阪急杯）
- ミツバ（2017・2018年マーキュリーカップ）
- カツジ（2018年ニュージーランドトロフィー）
- メイショウテッコン（2018年ラジオNIKKEI賞）
- ランスオブプラーナ（2019年毎日杯）
- グルーヴィット（2019年中京記念）
- サウンドキアラ（2020年京都金杯、京都牝馬ステークス、阪神牝馬ステークス）
- エアアルマス（2020年東海ステークス）
- コルテジア（2020年きさらぎ賞）
- レーヌブランシュ（2020年関東オークス、2021年レディスプレリュード）
- サクセスエナジー（2018年さきたま杯、かきつばた記念、2019年黒船賞、2020年テレ玉杯オーバルスプリント、兵庫ゴールドトロフィー、2021年東京盃）
- ボッケリーニ （2020年中日新聞杯）
- ヒシイグアス（2021年中山金杯、2021・2023年中山記念[50]）
- メイショウカズサ（2021年プロキオンステークス）
- マスターフェンサー（2021年マーキュリーカップ）
- モズナガレボシ（2021年小倉記念）
- ジャスティンロック（2021年京都2歳ステークス）
- ザダル（2022年京都金杯）
- ダノンベルーガ（2022年共同通信杯）
- ウインマーベル（2022年葵ステークス、2023年阪神カップ、2024年阪急杯、京王杯スプリングカップ）
- マリアエレーナ（2022年小倉記念）
- ロンドンプラン（2022年小倉2歳ステークス）[51]
- ガイアフォース（2022年セントライト記念）[52]
- サリオス（2022年毎日王冠）[53]
- ヴェラアズール（2022年京都大賞典）[54]
- タスティエーラ（2023年弥生賞ディープインパクト記念）[55]
- セルバーグ（2023年中京記念[56]）
- ソウルラッシュ（2023年京成杯オータムハンデキャップ）[57]
- ゴンバデカーブース（2023年サウジアラビアロイヤルカップ）[58]
- イーグルノワール（2023年兵庫ジュニアグランプリ）[59]
- ミトノオー（2024年平安ステークス）
- ピューロマジック（2024年北九州記念）
- トゥードジボン（2024年関屋記念）[60]
- ダノンマッキンリー（2024年スワンステークス）
- テンカジョウ（2025年兵庫女王盃、エンプレス杯）
- サフィラ（2025年阪神牝馬ステークス）
- マテンロウコマンド（2025年兵庫チャンピオンシップ）
- アウトレンジ（2025年平安ステークス）
- ドンインザムード（2025年レパードステークス）

### その他の競走馬
- ラインシュナイダー
- シャフリヤール

## 騎乗成績
|                | 日付           | 競馬場・開催  | 競走名        | 馬名               | 頭数 | 人気 | 着順 |
| -------------- | -------------- | ------------- | ------------- | ------------------ | ---- | ---- | ---- |
| 初騎乗・初勝利 | 2009年3月1日   | 1回小倉8日1R  | 3歳未勝利     | トミケンプライマリ | 16頭 | 5    | 1着  |
| 重賞初騎乗     | 2009年8月2日   | 2回小倉6日10R | 小倉記念      | アンノルーチェ     | 18頭 | 8    | 10着 |
| 重賞初勝利     | 2012年3月4日   | 1回中京2日11R | 中日新聞杯    | スマートギア       | 17頭 | 6    | 1着  |
| GI初騎乗       | 2010年10月24日 | 5回京都6日11R | 菊花賞        | シルクアーネスト   | 18頭 | 18   | 17着 |
| GI初勝利       | 2015年11月3日  | 13回大井3日9R | JBCスプリント | コーリンベリー     | 16頭 | 3    | 1着  |
| JRA・GI初勝利  | 2017年4月16日  | 3回中山8日11R | 皐月賞        | アルアイン         | 18頭 | 9    | 1着  |

| 年度   | 1着  | 2着  | 3着  | 騎乗数 | 勝率 | 連対率 | 複勝率 | 表彰歴                                              |
| ------ | ---- | ---- | ---- | ------ | ---- | ------ | ------ | --------------------------------------------------- |
| 2009年 | 36   | 29   | 45   | 553    | .065 | .118   | .199   | JRA賞最多勝利新人騎手・中央競馬関西放送記者クラブ賞 |
| 2010年 | 30   | 30   | 26   | 583    | .051 | .103   | .148   |                                                     |
| 2011年 | 26   | 32   | 30   | 560    | .046 | .104   | .157   |                                                     |
| 2012年 | 74   | 52   | 58   | 793    | .093 | .159   | .232   |                                                     |
| 2013年 | 62   | 59   | 64   | 846    | .073 | .143   | .219   |                                                     |
| 2014年 | 56   | 58   | 51   | 807    | .069 | .141   | .204   |                                                     |
| 2015年 | 70   | 79   | 60   | 907    | .077 | .164   | .230   |                                                     |
| 2016年 | 47   | 75   | 59   | 816    | .058 | .150   | .222   |                                                     |
| 2017年 | 61   | 65   | 64   | 838    | .073 | .150   | .227   |                                                     |
| 2018年 | 84   | 92   | 76   | 911    | .092 | .193   | .277   |                                                     |
| 2019年 | 91   | 81   | 82   | 885    | .103 | .194   | .287   |                                                     |
| 2020年 | 127  | 86   | 92   | 918    | .138 | .232   | .332   | 優秀騎手賞                                          |
| 2021年 | 130  | 109  | 77   | 891    | .146 | .268   | .355   | 優秀騎手賞・中京競馬記者クラブ賞                    |
| 2022年 | 118  | 76   | 71   | 783    | .151 | .248   | .338   | 優秀騎手賞                                          |
| 2023年 | 113  | 115  | 98   | 901    | .125 | .253   | .362   | JRA賞（MVJ）・優秀騎手賞・フェアプレー賞（関西）    |
| 2024年 | 113  | 113  | 81   | 829    | .136 | .273   | .370   |                                                     |
| 中央   | 1238 | 1151 | 1034 | 12821  | .097 | .186   | .267   |                                                     |
| 2009年 | 0    | 0    | 0    | 0      | .000 | .000   | .000   |                                                     |
| 2010年 | 0    | 0    | 0    | 5      | .000 | .000   | .000   |                                                     |
| 2011年 | 2    | 2    | 1    | 9      | .222 | .444   | .556   |                                                     |
| 2012年 | 0    | 3    | 0    | 9      | .000 | .333   | .333   |                                                     |
| 2013年 | 2    | 0    | 0    | 4      | .250 | .250   | .250   |                                                     |
| 2014年 | 0    | 1    | 0    | 6      | .000 | .167   | .167   |                                                     |
| 2015年 | 2    | 1    | 1    | 5      | .400 | .600   | .800   |                                                     |
| 2016年 | 2    | 4    | 1    | 12     | .167 | .500   | .583   |                                                     |
| 2017年 | 2    | 2    | 2    | 17     | .118 | .235   | .353   |                                                     |
| 2018年 | 3    | 3    | 0    | 10     | .300 | .600   | .600   |                                                     |
| 2019年 | 1    | 2    | 1    | 14     | .071 | .214   | .286   |                                                     |
| 2020年 | 4    | 0    | 2    | 12     | .333 | .333   | .500   |                                                     |
| 2021年 | 4    | 4    | 1    | 21     | .190 | .381   | .429   |                                                     |
| 2022年 | 2    | 0    | 2    | 12     | .167 | .167   | .333   |                                                     |
| 2023年 | 2    | 2    | 2    | 12     | .167 | .333   | .500   |                                                     |
| 2024年 | 0    | 2    | 1    | 12     | .000 | .167   | .250   |                                                     |
| 地方   | 28   | 29   | 13   | 185    | .142 | .305   | .376   |                                                     |

- 通算100勝 2012年2月5日小倉12R 脊振山特別 サイドアタック[61]
- 通算200勝 2013年5月25日京都11R 朱雀S ワイズリー[62]
- 通算300勝 2015年4月4日阪神11R コーラルS コーリンベリー[63]
- 通算400勝 2016年12月18日阪神12R 高砂特別 コウエイエンブレム[64]
- 通算500勝 2018年6月16日阪神3R 3歳未勝利 セトノシャトル[65]
- 通算600勝 2019年8月24日小倉3R 3歳未勝利 ストームガスト[66]
- 通算700勝 2020年7月12日阪神6R 2歳新馬 テイエムマジック[67]
- 通算800勝 2021年3月21日中京5R 3歳未勝利 パナプリ[68]
- 通算900勝 2022年1月15日中京7R 3歳1勝クラス ペプチドヤマト
- 通算1000勝 2022年12月04日中京9R こうやまき賞 コレペティトール
- 通算1100勝 2023年10月14日東京5R 2歳新馬 ルカランフィースト
- 通算1200勝 2024年9月8日中京12R 3歳以上1勝クラス ストレングス
- 通算1300勝 2025年7月12日小倉10R 八女特別 ルフトクス[69]

### 表彰
- JRA賞最多勝利新人騎手（2009年）
- 中央競馬関西放送記者クラブ賞（2009年）
- サマージョッキーズシリーズ（2023年・2024年）
- JRA賞 MVJ（2023年）
- 厩舎関係者表彰 優秀騎手賞（2023年）
- 厩舎関係者表彰 フェアプレー賞（2023年）